# Richmond (Massachusetts)
Richmond és una població dels Estats Units a l'estat de Massachusetts. Segons el cens del 2000 tenia 1.604 habitants.

## Demografia
Segons el cens del 2000, Richmond tenia 1.604 habitants, 643 habitatges, i 480 famílies. La densitat de població era de 32,7 habitants/km².
Dels 643 habitatges en un 27,7% hi vivien nens de menys de 18 anys, en un 64,4% hi vivien parelles casades, en un 8,2% dones solteres, i en un 25,2% no eren unitats familiars. En el 20,8% dels habitatges hi vivien persones soles el 9,5% de les quals corresponia a persones de 65 anys o més que vivien soles. El nombre mitjà de persones vivint en cada habitatge era de 2,49 i el nombre mitjà de persones que vivien en cada família era de 2,89.
Per edats la població es repartia de la següent manera: un 21,5% tenia menys de 18 anys, un 4,9% entre 18 i 24, un 22,9% entre 25 i 44, un 35% de 45 a 60 i un 15,7% 65 anys o més.
L'edat mediana era de 45 anys. Per cada 100 dones de 18 o més anys hi havia 92,2 homes.
La renda mediana per habitatge era de 60.917 $ i la renda mediana per família de 72.500$. Els homes tenien una renda mediana de 45.536 $ mentre que les dones 36.250$. La renda per capita de la població era de 35.568$. Entorn de l'1,9% de les famílies i el 3,1% de la població estaven per davall del llindar de pobresa.